# Bleichermädchen
Das Bleichermädchen (niederdeutsch Bleikermäten, Blêkermäten) ist eine Figur mecklenburgischer Sagen, die sich in Rostock, Malchin, Bützow und Wismar verorten lassen, vereinzelt auch in anderen Teilen Mecklenburgs sowie in Lübeck.

## Inhalt
Der Sage nach war das Dienstmädchen mit einem reichen Kaufmannssohn liiert, der sich schließlich jedoch mit einer besseren Partie verlobte und das Bleichermädchen in einen Fluss stieß. Dort ertrank es. Da man annahm, die junge Frau habe Selbstmord begangen, wurde sie nachts in aller Heimlichkeit zu Grabe getragen. Wie von selbst sollen dabei die Kirchenglocken angefangen haben zu läuten, als Zeichen dafür, dass sie nicht selbstverschuldet und unschuldig gestorben sei. Der Kaufmannssohn stellte sich daraufhin und wurde verurteilt.

## Niederdeutsche Textfassungen
Der mecklenburgische Volkskundler Richard Wossidlo trug Ende des 19. und Anfang des 20. Jahrhunderts zahlreiche regionale Sagen in seinem Zettelkasten-Archiv zusammen, unter anderem solche zum Bleichermädchen. Meist wurden sie auf Plattdeutsch festgehalten, da sich die von ihm befragten Gewährspersonen überwiegend auf Niederdeutsch unterhielten und ihre Erzählungen in der ihnen vertrauten Sprache weitergaben.

## Die KirchenglockeBleichermädchen
Eine der kleineren Glocken der Marienkirche in Rostock, die 1450 von dem Glockengießer Rickert de Monkehagen gegossen wurde, wird das Bleichermädchen genannt. Die Glocke wurde 2010 restauriert und wird seitdem wieder geläutet.